# Gracillaria loriolella
Gracillaria loriolella is een vlinder uit de familie mineermotten (Gracillariidae). De wetenschappelijke naam is voor het eerst geldig gepubliceerd in 1881 door Frey.
De soort komt voor in Europa.